# Конституція ЧССР
Конституція ЧССР, Конституція Чехословацької соціалістичної республіки (чеськ. Ústava Československé socialistické republiky, словац. Ústava Československej socialistickej republiky ; неофіційна назва: «Соціалістична конституція», чеськ. Socialistická ústava) — основний закон Чехословаччини, прийнятий 11 липня 1960 замість Конституції 9 травня (1948), і діяв до 1 січня 1993.
За Конституцією 1960 року колишня назва держави, Чехословацька Республіка (у довоєнному написанні через дефіс: Чехо-Словацька Республіка ; у самій Чехословаччині дефіс вживався в 1918—1920 та 1938—1939, а іноді і між цими датами) змінено на Чехословацьку Соціалістичну Республіку.

## Конституційний закон 1968 року
У жовтні 1968 прийнято Конституційний закон про чехословацьку федерацію (№ 143/1968 Sb.), за яким до Конституції 1960 року внесено 58 поправок, пов'язаних з перетворенням унітарної держави на федерацію двох рівноправних соціалістичної республіки. Закон набрав чинності 1 січня 1969.
І ухвалення цих найважливіших поправок, і введення в законну силу цієї найважливішої реформи державного устрою країни були здійснені при тому ж складі лідерів (Перший секретар ЦК КПЛ Олександр Дубчек, голова Національних зборів ЧССР — Йозеф Смрковський, прем'єр-міністр — Олдржих Чернік), які керували країною в період Празької весни, що завершилася введенням військ країн-учасниць Варшавського договору до Чехословаччини 21 серпня 1968.